# Heterusia albidior
Heterusia albidior är en fjärilsart som beskrevs av Paul Dognin 1911. Heterusia albidior ingår i släktet Heterusia och familjen mätare. Inga underarter finns listade i Catalogue of Life.